# Laeliaena sparsa
Laeliaena sparsa är en skalbaggsart som beskrevs av Sahlberg 1900. Laeliaena sparsa ingår i släktet Laeliaena och familjen vattenbrynsbaggar. Inga underarter finns listade i Catalogue of Life.